# Ramiers
Ramiers è un gruppo di edifici situati nei pressi di Cap-Haitïen, nel Dipartimento del Nord di Haiti. Insieme alla Cittadella e al Sans Souci forma un patrimonio dell'umanità dell'UNESCO dal 1982. Queste tre parti formano il Parco Storico Nazionale.

## Descrizione
Gli edifici sono stati costruiti da Henri Christophe, in seguito autoproclamatosi re Enrico di Haiti. Gli edifici di Ramiers rappresentano uno dei simboli nazionali della libertà, essendo i primi costruiti dagli schiavi neri che avevano riconquistato la libertà.